# Casanova de les Garrigues
La Casanova de les Garrigues és una obra del municipi de Cercs (Berguedà) inclosa en l'Inventari del Patrimoni Arquitectònic de Catalunya.

## Descripció
Es tracta d'una edificació d'ús rural tradicional. Planta rectangular amb teulada a doble vessant i carener paral·lel a la façana principal, orientada al costat de migdia. L'aparell és de pedra irregular sense escairar, unida amb morter i arrebossada superficialment. A la part baixa els carreus són més grossos i disposats en filades més regulars.
Presenta tres obertures en forma de porta a la planta baixa i tres obertures distribuïdes irregularment a la façana, en les dues plantes superiors. Interiors amb voltes de fusta reforçades amb maó i pilastres quadriculades en pedra. Arrebossat interior amb calç. Terres de rajola de tradició aràbiga. Conserva una teiera i una cuina econòmica. No existeix tancament a les obertures superiors que conserven marcs i llindes en fusta original. Edificacions originals adjacents (pallissa) restaurades. Com a Santa Maria i/o Vilosiu, segueix la mateixa tipologia d'aprofitar el relleu natural per afavorir el tancament d'una part de l'edificació.

## Història
El lloc on hi ha la Casanova, dins l'antic terme de Vilosiu, consta documentada la seva habitabilitat des de l'alta edat mitjana, juntament amb els Masos de Vilosiu i Santa Maria. Va continuar habitant-se al llarg de tota l'Edat Mitjana, efectuant-se successives reformes i ampliacions amb edificacions annexes. Consta referenciada en l'època moderna com una de les cases més importants de la zona. Va deixar de ser habitada regularment l'any 1960. Des de fa pocs anys l'Ajuntament de Cercs ha iniciat la rehabilitació de les Pallisses gran i petita com a centre d'activitats dels "Guies del Berguedà", interessant experiència de dinamització turística i cultural de la comarca.